# Žitavce
Žitavce (in ungherese Zsitvagyarmat) è un comune della Slovacchia facente parte del distretto di Nitra, nella regione omonima.